# Heavy Metal Music (álbum)
Heavy Metal Music es el álbum debut de la banda estadounidense de heavy metal Newsted, la banda fue formada en 2012 por el exbajista de Metallica, Jason Newsted. El álbum fue distribuido por la compañía discográfica de Jason, Chophouse Records. El álbum fue lanzado el 6 de agosto de 2013.

## Grabación
Luego de que la banda lanzara su EP debut Metal el guitarrista Mike Mushok se unió a la formación. La banda terminó la preproducción del álbum en marzo de 2013 y terminó las sesiones de grabación en abril de 2013. El título del álbum, lista de canciones y obras de arte fueron dados a conocer el 4 de junio de 2013, junto con la primera pista del álbum, "Heroic Dose ". El álbum incluye dos canciones," Soldierhead " y " King of the Underdogs ", del EP, Metal. El 18 de julio de 2013, Newsted estrenó una segunda pista," Ampossible ". El 25 de julio de 2013, Newsted publicó el videoclip de la canción "Above All".

## Lista de canciones
| N.º | Título                      | Duración |  |
| 1.  | «Heroic Dose»               | 5:24     |  |
| 2.  | «Soldierhead»               | 4:16     |  |
| 3.  | «...As the Crow Flies»      | 5:58     |  |
| 4.  | «Ampossible»                | 4:00     |  |
| 5.  | «Long Time Dead»            | 4:32     |  |
| 6.  | «Above All»                 | 4:35     |  |
| 7.  | «King of the Underdogs»     | 5:57     |  |
| 8.  | «Nocturnus»                 | 6:13     |  |
| 9.  | «Twisted Tail of the Comet» | 5:14     |  |
| 10. | «Kindevillusion»            | 5:20     |  |
| 11. | «Futureality»               | 5:25     |  |

| Edición de lujo Bonus Tracks |               |          |  |
| N.º                          | Título        | Duración |  |
| 12.                          | «Spiderbiter» | 4:31     |  |
| 13.                          | «Godsnake»    | 5:16     |  |
| 14.                          | «Skyscraper»  | 6:35     |  |

| Edición de lujo Exclusivo en Itunes |                  |          |  |
| N.º                                 | Título           | Duración |  |
| 15.                                 | «The Differents» | 5:39     |  |

- Ambas ediciones de lujo cuentan con un documental de 38 minutos sobre la realización del álbum.

## Integrantes
- Jason Newsted − voz, bajo
- Jesus Mendez Jr. − batería
- Jessie Farnsworth − guitarra rítmica, guitarra líder, coros
- Mike Mushok − guitarra líder